# قنیطره (ادلب)
قنیطره (به عربی: القنیطرة) یک روستا در سوریه است که در ناحیه ارمناز واقع شده‌است. قنیطره ۴۵۰ نفر جمعیت دارد.